# Résidence Aigle
De Aigle Residentie is een woontoren in Brussel (Sint-Joost-ten-Node), gelegen aan de Scailquinstraat, vlak naast de Madoutoren. De toren is 84 meter hoog. Het is de hoogste woontoren van Sint-Joost-ten-Node.
Toen het gebouw in 1970 werd opgeleverd was dit de hoogste woontoren van Brussel.